# Брдо (Витез)
Брдо је насељено место у Босни и Херцеговини у општини Витез. Административно припада Федерацији Босне и Херцеговине, односно њеном Средњобосанском кантону. Према попису становништва из 2013. у насељу је било 49 становника, а већинску популацију у предратном пеириоду чинили су Хрвати.

## Становништво
По последњем службеном попису становништва из 2013. године у насељу Брдо живело је 49 становника, а село је било етнички хетерогено са мешовитом хрватско-бошњачком популацијом.
| Националност | 2013. | 1991.        | 1981.        | 1971.        | 1961.        |
| Бошњаци      | —     | 99 (43,61%)  | 92 (33,45%)  |              |              |
| Хрвати       | —     | 127 (55,95%) | 178 (64,73%) | 251 (100,0%) | 239 (100,0%) |
| Срби         | —     | 1 (0,44%)    | 2 (0,72%)    |              |              |
| Југословени  | —     |              | 2 (0,72%)    |              |              |
| остали       | —     |              | 1 (0,36%)    |              |              |
| Укупно       | 49    | 227          | 275          | 251          | 239          |